# 네오 봄버맨
《네오 봄버맨》은 1997년 5월 1일 허드슨 소프트가 슈퍼 봄버맨 4의 시스템에 바탕을 두고 네오지오용으로 발매한 아케이드 액션 게임이다.

## 개요
화이트 봄버맨과 블랙 봄버맨이 버글러에게 납치된 봄버맨들을 구하러 가는 것이다. 네오 봄버맨은 5스테이지로 구성되어있는 노멀 게임과 혼자서 CPU를 상대로 싸우는 배틀 게임 2가지가 존재한다. 배틀 게임의 캐릭터 선택에선 시간제한이 있다. 아이템의 표시가 다르지만 탈 것인 알은 표시되어있다.

## 배틀 게임
노멀 모드에선 화이트 봄버맨, 블랙 봄버맨, 아토믹 봄버맨을 제외한 나머지는 도와주는 캐릭터로 등장, 모두 원격폭탄을 가지고 있다.
- 화이트 봄버맨
- 블랙 봄버맨
- 레드 봄버맨
- 블루 봄버맨

위의 봄버맨들은 배틀 모드에서 특수능력이 없다. 블랙 봄버맨은 플레이어가 화이트 봄버맨일때만 첫상대(CPU)로 등장하고 레드와 블루는 등장하지 않는다.
- 러버 봄버맨

슬라임 형태의 봄버맨. 얼굴은 화이트와 닮았으며 약간 둥글다.
배틀 모드에서의 특수능력은 모습이 변화하여 블럭을 통과하는 것이다. 단 특수능력 사용 중에는 폭탄을 설치할 수 없다. 특수능력 커맨드로 변신, 해제가 가능하다.
- 페이크 봄버맨

눈에 커다란 고글을 낀 봄버맨.
배틀 모드에서의 특수능력은 블럭으로 변신하기.
- 캣 봄버맨

이름 그대로 고양이 같은 모습의 봄버맨.
배틀 모드에서의 특수능력은 빠른 이동으로 돌아다니며 닿은 봄버맨의 아이템을 떨구게 한다. 대기 중에는 자리에 멈추며 대기시간이 길어질수록 오랫동안 이동한다.
- 골든 봄버맨

이름 그대로 일반 봄버맨이 황금색이 된 모습. 다른 봄버맨과 다르게 승리화면 이외에는 일절 말을 하지 않는다.
배틀 모드의 특수능력은 직선대쉬로 도중에 끊을 수도 있다.
- 아토믹 봄버맨

버글러의 부하 봄버맨. 모습은 슈퍼 봄버맨 4에 등장한 봄버 그레이트와 닮았다. 노멀모드에선 4탄의 보스로 등장한다. 배틀 모드의 특수능력은 노멀 모드와 마찬가지로 일정시간 무적이지만 한번이라도 사용하면 소지하고 있던 아이템이 전부 사라진다.(덧붙여서 모습이 비슷한 봄버 그레이트도 일정시간무적이 특수능력이다.)
- 허니

서부의 건맨같은 복장을 한 여자. 봄버맨 시리즈에선 이미 익숙한 캐릭터이다.
배틀 모드에서의 특수능력은 자기가 설치한 폭탄 모두를 고속이동하는 하트형 폭탄으로 바꾸는 것.
- 코테츠

허니의 제자인 사무라이. 허니와 마찬가지로 봄버맨 시리즈에서 이미 익숙한 캐릭터.
배틀 모드에서의 특수능력은 검을 빼드는 동작을 한 후 다른 장소로 워프.

## 평가
| 평가                                |       |
| ----------------------------------- | ----- |
| 평론 점수 평론사 점수 AllGame [ 2 ] |       |
| 평론 점수                           |       |
| 평론사                              | 점수  |
| AllGame                             | [ 2 ] |

## 참조

### 내용주
1. ↑  영어: Neo Bomberman, 일본어: ネオ・ボンバーマン